# Philippine Daily Inquirer
El Philippine Daily Inquirer es un periódico líder y de referencia en Filipinas fundado el 9 de diciembre de 1985. A nivel diario, tiene más de 2,7 millones de lectores, es decir, una cuota de mercado superior al 50% y por tanto, encabeza la encuesta de lectores. En cuanto a su versión digital, este medio de comunicación recibe la visita de un millón de páginas vistas al día. Además, es la fuente de información que más confianza da a la sociedad filipina en todos sus rangos de edad, gracias a su variedad temática y sus denuncias de carácter social.  

## Premios
Este prestigioso diario filipino ha recibido numerosos premios, por ejemplo: Catholic Mass Media, Premios Jaime Ongpin para el Periodismo de Investigación, Premios yunque y WAN-IFRA Asia concesiones de los medios. Además es un periódico que tiene más de 400 premios y menciones.
Por otra parte, este diario ofrece un premio anual a un filipino que haya realizado un acontecimiento social a escala mundial:
- 1991: Raymundo Punongbayan
- 1992: Haydee Yorac
- 1993: Juan Flavier
- 1994: Los trabajadores filipinos en el extranjero
- 1995: Juan y Juana de la Cruz
- 1996: Fidel Ramos
- 1997: Corazón Aquino y Jaime Cardinal Sin
- 1998: Joseph Estrada
- 1999: Corazón Aquino
- 2000: Hilario Davide, Jr.
- 2001: Tribunal Supremo de Filipinas
- 2002: Gloria Macapagal-Arroyo
- 2003: Manny Pacquiao
- 2004: Fernando Poe Jr.
- 2005: El atleta filipino
- 2006: Antonio Meloto, Gawad Kalinga fundador
- 2007: Ed Panlilio
- 2008: Manny Pacquiao
- 2009: Ondoy voluntarios
- 2010: Noynoy Aquino
- 2011: Sendong voluntarios
- 2012: Jesse Robredo
- 2013: Prioridad estafa Fondo de Ayuda al Desarrollo denunciantes
- 2014: Leila de Lima , Conchita Carpio Morales y Grace Pulido-Tan
- 2015: Letty Jiménez Magsanoc

## Grupo Inquirer

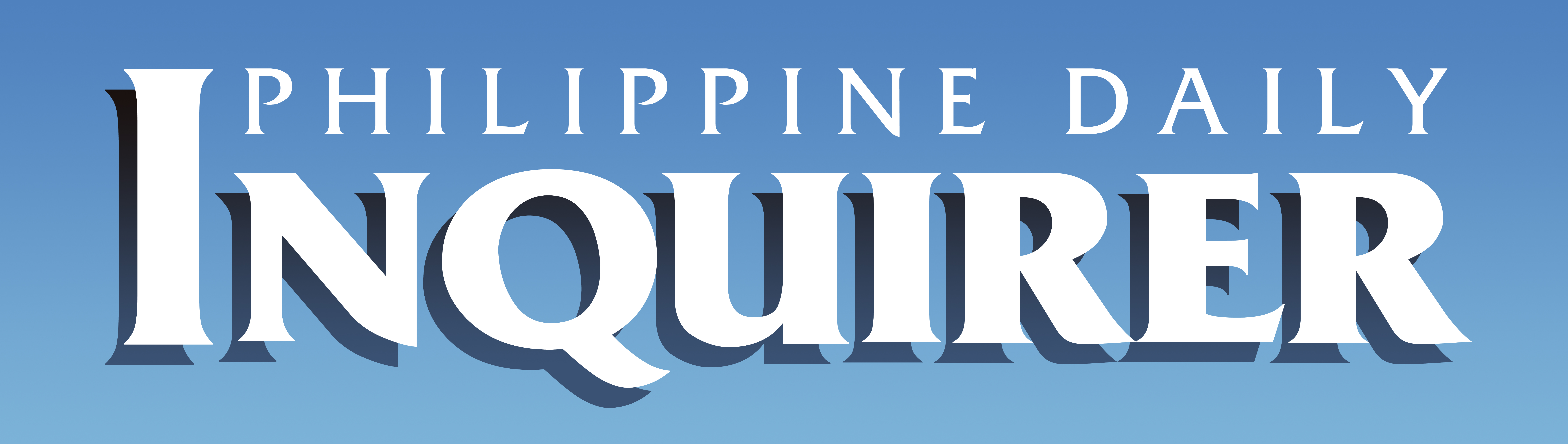
Logo antes de su relanzamiento en 2016.

No solo es un diario, también tiene otras secciones. En los periódicos consta del Inquirer Bandera o el Inquirer Libre, entre otros. En lo que respecta a las revistas, destaca el Multisport, el Inquirer RED, Game! entre otros. 
En lo que respecta a Internet, tiene su página web llamada Inquirer.net donde proporciona una gama amplia de información de todo tipo, donde destacan los aspectos nacionales e internacionales.
También tiene una emisora de radio, llamada Radyo Inquirer. Su primera emisión fue el 16 de agosto de 2010, al mando del columnista Ramón Tulfo y el veterano Jay Sonza.
El grupo Inquirer también tiene una aplicación móvil, llamada Megamobile. Destacan sus apartados en publicidad, desarrollo digital, entre otros.